# Monasterio de San Jerónimo de Guisando
El monasterio San Jerónimo de Guisando o monasterio de los Jerónimos de Guisando es un monasterio en ruinas de la Orden Jerónima situado dentro del municipio español de El Tiemblo, en la provincia de Ávila (comunidad autónoma de Castilla y León). El monasterio fue declarado (junto con jardines, ermita y cueva) bien de interés cultural el 5 de febrero de 1954 en la categoría de «sitio histórico».
El decreto de declaración como paraje pintoresco (antecedente de la figura de sitio histórico) de 1954 publicado en el Boletín Oficial del Estado y en el que también se incluye la declaración de los Toros de Guisando como parte del conjunto histórico, menciona el claustro de transición del gótico al Renacimiento, los muros de la Iglesia, los jardines, una ermita construida por el Marqués de Villena y unas cuevas supuestamente habitadas por unos monjes jerónimos antes de la construcción en 1375 del monasterio.

## Historia

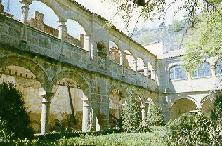
Ruinas del claustro.

El origen del monasterio data de 1375, y fue construido, al parecer, por unos ermitaños procedentes de Siena que moraban en unas cuevas cercanas, aprovechando las tierras y casas de labor cedidas por Juana Fernández, tutora de Leonor de Castilla, una hija de Enrique II. Sobre las casas de labor construyeron un pequeño monasterio rural regido por monjes franciscanos, aprobado por el papa Gregorio XI, que sería el tercero de los fundados por esta orden después de los de San Bartolomé de Lupiana (1370) y Santa María de la Sisla en extramuros de Toledo (1374).
Durante el siglo xvi el complejo sufrió un incendio, posteriormente al cual se realizó una reconstrucción significativa del monasterio,  trabajando en la misma, Pedro de Tolosa, que fue maestro de cantería y aparejador de las obras del Real Monasterio de San Lorenzo de El Escorial.
Cuando España es ocupada por las tropas francesas, sufre un segundo incendio, que destruye la iglesia, la mitad del claustro principal y parte del claustro de novicios. Una vez reconstruido, el monasterio fue desamortizado a mediados del siglo XIX.
En manos privadas, a partir de finales del siglo XIX es reconvertido en casa palacio y finca de recreo, construyendo unos jardines románticos. El tercer incendio se produjo en 1979, afectando principalmente al claustro principal. Hoy día se puede hacer una visita guiada.